# Меонвара
Меонвара — ютська держава на території сучасного графства Гемпшир (Велика Британія), що утворилася в середині V століття. З самого початку стикнулася у протистоянні з саксами. Зрештою була підкорена в VI ст. королівством Вессекс.

## Історія
З початку V ст. до Британії стали прибувати загони ютів. Спочатку вони заснували королівство Кент. Після цього почалися запеклі війни з бриттам. Під час них у 448—450 роках у долині Меон (сучасне графство Гемпшир) з'явилися перші юти. Їх заселення тривало до 514 року. Згодом до ютів з Кенту долучилися юти Вітвари та Ітене.
Нове королівство дістало назву Менонвара, тобто «Люди Меону». Першим королем став Порт. В подальшому йому спадкували сини Біда та Мегл. До початку VI ст. було підкорено долину річки Гамбл.
Разом з тим відбулося поєднання бриттів і ютів. Висловлюється думка, що юти становили лише знать та правлячу династію, іншу частину — суто брити. Згодом прибуття до Британії племен саксів Меонвара стикнулася з загрозою з їхнього боку. Зрештою приблизно до середини VI ст. Меонвару було підкорено Вессексом. З цього моменту тут правили підкоролі з Вессекської династії.
У 648 році Меонвара відійшла до Сассексу, що в союзі з Мерсією завдав поразки Вессексу. Тут поставлено підкороля з династії Ікелінгів (правлічої в Мерсії). Втім, боротьба за Меонвару тривала до 686 року, коли це королівства остаточно приєднано до Вессексу.